# 法尔肯费尔斯
法尔肯费尔斯是德国巴伐利亚州的一个市镇。总面积11.49平方公里，总人口1007人，其中男性519人，女性488人（2011年12月31日），人口密度88人/平方公里。